# Gonospira deshayesi
Gonospira deshayesi е вид коремоного от семейство Streptaxidae. Видът е застрашен от изчезване.

## Разпространение
Разпространен е в Реюнион.